# Westringia sericea
Westringia sericea là một loài thực vật có hoa trong họ Hoa môi. Loài này được B.Boivin miêu tả khoa học đầu tiên năm 1950.